# Liopholis whitii
Liopholis whitii — вид сцинкоподібних ящірок родини сцинкових (Scincidae). Ендемік Австралії. Вид названий на честь ірландського лікаря і натураліста Джона Вайта.

## Поширення і екологія
Liopholis whitii мешкають на південному сході Австралії, від Гранітного пояса на південному сході Квінсленду через Новий Південний Уельс до Вікторії. Окремі популяції також мешкають на острові Кенгуру, на островах затоки Спенсер, на островах Бассової протоки та на Тасманії. Вони живуть в сухих склерофільних лісах і рідколіссях, на пустищах, серед скель і дюн. Зустрічаються на висоті до 1200 м над рівнем моря. Живородні.